# Lucius Tarquinius Superbus
Lucius Tarquinius Superbus (død 495 f.Kr.) var den legendariske syvende og sidste konge af Rom, der regerede 25 år indtil den folkelige opstand, der førte til dannelsen af den Romerske Republik. Han er almindeligvis kendt som Tarquin den Stolte, fra hans cognomen Superbus ( latin for "stolt, arrogant, ophøjet").
Beretninger fra antikken om det Romerske Kongerige blander historie og legende. Tarquin siges at have været enten søn eller barnebarn af Lucius Tarquinius Priscus, den femte konge af Rom, og at have vundet tronen gennem mordene på både sin kone og sin ældre bror – efterfulgt af mordet på sin forgænger, Servius Tullius. Hans regeringstid er blevet beskrevet som et tyranni, der retfærdiggjorde afskaffelsen af monarkiet.

## Baggrund
De ældste kilder – såsom Quintus Fabius Pictors – hævder, at Tarquin var søn af Tarquinius Priscus, men moderne historikere mener, at det er "umuligt" under den traditionelle kronologi, hvilket indikerer, at han enten var Priscus' barnebarn, eller at selve den traditionelle kronologi er "ukorrekt".
Hans mor var angiveligt Tanaquil. Tanaquil havde arrangeret, at hendes mand ville følge Ancus Marcius som konge af det Romerske Kongerige i forbindelse med hans død. Da Marcius' sønner efterfølgende arrangerede mordet på Tarquinius Priscus i 579 f.Kr., valgte Tanaquil at placere Servius Tullius på tronen, frem for sine egne sønner eller barnebarn.
I henhold til etruskisk tradition besejrede og dræbte helten Macstarna – som sædvanligvis antages at være Servius Tullius – en romer ved navn Gnæus Tarquinius og reddede brødrene Caelius og Aulus Vibenna fra fangenskab. Dette kan minde om et ellers glemt forsøg fra Tarquinius Pricus' sønner på at genvinde tronen.
For at forhindre yderligere stridigheder giftede Servius sine døtre – kendt i historien som Tullia Major og Tullia Minor – med Lucius Tarquinius Superbus, den fremtidige konge, og hans bror Arruns. En af Tarquins søstre – Tarquinia – giftede sig med Marcus Junius Brutus og var mor til Lucius Junius Brutus, en af de mænd, der senere skulle vælte Tarquin og det Romerske Kongerige.
Den ældre søster, Tullia Major, var af mildt sind, men giftede sig alligevel med den ambitiøse Tarquin. Hendes yngre søster, Tullia Minor, var af hårdere temperament, mens dette ikke var tilfældet for hendes mand, Arruns. Hun kom til at foragte ham og konspirerede med Tarquin for at myrde Tullia Major og Arrun. Efter drabet på deres ægtefæller blev Tarquin og Tullia Minor gift. De havde tre sønner: Titus, Arruns og Sextus, og en datter, Tarquinia, som giftede sig med Octavius Mamilius, prinsen af Tusculum.

## Mordet på Servius Tullius
Tullia opfordrede sin mand til at fremme sin egen position og overtalte ham i sidste ende til at tilrane sig magten fra sin far, kong Servius. Tarquin anmodede om støtte fra de patriciske senatorer – især dem fra huse, der var blevet hævet til senatorisk rang under Tarquinius Priscus. Han skænkede gaver til dem og spredte kritik af kong Servius.
Med tiden følte Tarquin sig klar til at gribe tronen. Han gik til senatshuset med en gruppe bevæbnede mænd, satte sig selv på tronen og tilkaldte senatorerne til at møde ham. Han talte så til senatorerne og nedværdigende Servius som én slave født af én slave. Herunder beskyldte han Servius for ikke at have været valgt af Senatet og folket under et interregnum, som det havde været traditionen for valget af konger af Rom. Ligeledes beskyldte han ham for at være blevet konge gennem en kvindes indspil, og for at favorisere de lavere klasser i Rom frem for de rige. Afslutningsvis beskyldte han ham for at tage overklassens land til fordeling til de fattige, og for at have indført folketællingen, så overklassens rigdom kunne udsættes for at vække folkelig misundelse.
Da nyheden om denne gerning nåede Servius, skyndte han sig til curia for at konfrontere Tarquin, der rettede de samme anklager mod sin svigerfar. Derefter bar han kongen udenfor og smed ham ned ad trappen til senathuset og ud på gaden. Da kongen gik mod paladset, blev den gamle Servius angrebet og myrdet af Tarquins snigmordere – måske på råd fra sin egen datter.
Tullia kørte i sin vogn til senatshuset, hvor hun var den første til at hylde sin mand som konge. Men Tarquin beordrede hende til at vende hjem, bekymret for, at folkemængden kunne gøre hende fortræd. Da hun kørte mod Urbian-højen, stoppede hendes chauffør pludselig, forfærdet ved synet af kongens lig, der lå på gaden. Men i vanvid greb Tullia selv tøjlerne og kørte hjulene på sin vogn hen over sin fars lig. Kongens blod sprøjtede mod vognen og plettede Tullias tøj, så hun bragte et grusomt levn fra mordet tilbage til sit hus. Gaden, hvor Tullia bagefter vanærede den døde konge, blev kendt som Vicus Sceleratus, Forbrydelsens Gade.

### Moderne kilder
- Chisholm, Hugh, red. (1911). "Tarquinius Superbus, Lucius" . Encyclopædia Britannica. Vol. 26 (11. udgave). Cambridge University Press.
- Cornell, Tim (1995). The beginnings of Rome. London: Routledge. ISBN 0-415-01596-0. OCLC 31515793.
- Cornell, Tim (2014). "Tarquinius Superbus, Lucius".  I Hornblower, Simon; Spawforth, Antony; Eidinow, Esther (red.). The Oxford companion to classical civilization (2nd udgave). New York: Oxford University Press. s. 767. ISBN 978-0-19-177848-3. OCLC 900444999.
- Hart, red. (1995). The Oxford Companion to American Literature (engelsk). Oxford University Press. ISBN 978-0-19-506548-0.
- Lippitt, John (2003). Routledge Philosophy Guidebook to Kierkegaard and Fear and Trembling (engelsk). Routledge. ISBN 978-0-415-18047-4.
- Simpson, DP, red. (1963). Cassell's New Compact Latin-English English-Latin Dictionary. Funk & Wagnalls.